# Acanthistius sebastoides
Acanthistius sebastoides är en fiskart som först beskrevs av Castelnau, 1861.  Acanthistius sebastoides ingår i släktet Acanthistius och familjen havsabborrfiskar. Inga underarter finns listade i Catalogue of Life.